# Oxytropis rubricaudex
Oxytropis rubricaudex är en ärtväxtart som beskrevs av Hulten. Oxytropis rubricaudex ingår i släktet klovedlar, och familjen ärtväxter. Inga underarter finns listade i Catalogue of Life.